# Ananteroides
Genre
Ananteroides est un genre de scorpions de la famille des Ananteridae.

## Distribution
Les espèces de ce genre se rencontrent en Mauritanie, en Guinée et en Guinée-Bissau,.

## Liste des espèces
Selon The Scorpion Files (15/07/2024) :
- Ananteroides feae Borelli, 1911
- Ananteroides inexpectatus Lourenço, 2013

## Systématique et taxinomie
Ce genre a été décrit par Borelli en 1911 dans les Buthidae. Il est placé en synonymie avec Ananteris par Lourenço en 1985. Il est relevé de synonymie par Lourenço en 2011. Il est placé dans les Ananteridae par Ythier en 2024.

## Publication originale
- Borelli, 1911 : « Scorpioni raccolti da Leonardo Fea nell' Africa occidentale. » Annali del Museo Civico di Storia Naturale di Genova, vol. 45, no 5, p. 8-13 (texte intégral).